# Tetrahydromethanopterin
Tetrahydromethanopterin (THMPT, H4MPT) ist ein Coenzym in der Methanogenese.
Es wurde in verschiedenen Mikroorganismen entdeckt und spielt dort eine wichtige Rolle im Stoffwechsel von Methylgruppen. Eine modifizierte Form von THMPT ist Tetrahydrosarcinapterin (mit an der 2-Hydroxyglutarsäure gebundenem Glutamylrest) und auch die bekanntere Tetrahydrofolsäure ist mit THMPT verwandt.

## Eigenschaften
Tetrahydromethanopterin enthält die Methylgruppe, die im Zuge der Methanogenese reduziert und anschließend auf Coenzym M übertragen wird.
Im Vergleich zu Tetrahydrofolat ist Methyl-THMPT aufgrund der fehlenden Carbonylgruppe am Phenylring schwerer zu reduzieren. Die Reduktion wird durch eine iron-sulfur cluster free hydrogenase vermittelt.
Im C1-Stoffwechsel gibt N-Formylmethanofuran die C1-Gruppe an das N5 des Pteridins, wodurch Formyl-THMPT entsteht. Die Formylgruppe kondensiert zum kationischen Methenyl-THMPT, welches anschließend zum Methylen-THMPT reduziert wird. Methylen-THMPT wird durch die Methylen-THMPT-Reduktase mittels Coenzym F420 zu Methyl-THMPT reduziert. Methyl-THMPT überträgt die Methylgruppe an Coenzym M durch die Methyl-THMPT:Coenzym-M-Methyltransferase.